# Baía da Corimba
Baía da Corimba är en vik i Angola.   Den ligger i provinsen Luanda, i den nordvästra delen av landet, 22 kilometer sydväst om huvudstaden Luanda.
Omgivningarna runt Baía da Corimba är i huvudsak ett öppet busklandskap. Runt Baía da Corimba är det tätbefolkat, med 849 invånare per kvadratkilometer.